# Sida dureana
Sida dureana är en malvaväxtart som beskrevs av Antonio Krapovickas. Sida dureana ingår i släktet sammetsmalvor, och familjen malvaväxter. Inga underarter finns listade i Catalogue of Life.